# Jørgen Tved
Jørgen Holm Tved (født 24. september 1932 i Frederiksværk) er en tidligere dansk antikvarboghandler og politiker.
Tved er søn af tidligere medlem af Folketinget Knud Holm Tved og Karla Sørensen. Han voksede op på Vesterbro, hvor han senere var engageret i boligpolitiske aktioner. Han blev ungkommunist i 1947 og senere formand for DKP Vesterbro.
Han sad i Københavns Borgerrepræsentation for Danmarks Kommunistiske Parti (DKP) fra 22. juni 1973 til 1978. Han var i denne periode næstformand for forsamlingen.
Tved var opstillet til Folketinget for DKP fra 1964 til 1978, og for partiet Fælles Kurs fra 1987. Ved valget i 1987 kom Tved i Folketinget for Fælles Kurs. I 1988 blev hans parlamentariske immunitet ophævet, da han skulle sigtes for bagvaskelse. Samme år røg Fælles Kurs ud af tinget.
1990-1996 sad han atter i Borgerrepræsentationen, denne gang for Fælles Kurs.
Han har i en årrække været leder af Folkets Radio.